# Avanza
Avanza AB er en svensk bank indenfor opsparing, investering og pension. Avanza blev etableret i 1999 for at tilbyde digital aktiehandel til privatpersoner. Deres virksomhed drives primært via. deres hjemmeside og app. De har over 1,7 mio. kunder og ca. 7 % af det svenske opsparingsmarked.